# Rafael Ortiz González
Rafael Ortiz González (San Andrés, 1911-Bogotá, 1990) fue un político colombiano.

## Biografía
Hizo estudios primarios en el colegio San Pedro Claver de Bucaramanga y le fue otorgado el título de ciencias políticas por la Universidad Javeriana de Bogotá.
Fue fundador de tres periódicos: El Oriente, en el año 1942 y en ese mismo año El Frente en la ciudad de Bucaramanga, capital del Departamento, y El Espacio en 1964 en Bogotá junto con Jaime Ardila Casamijana, quien lo adquirió posteriormente.
Fue Gobernador de Santander en dos ocasiones, embajador de Colombia en Suiza y senador de la República. Su talento por la poesía y la oratoria le permitió fundar el aun existente periódico El Frente, para cuyas instalaciones adquirió la reconocida Casa Clausen en el centro de Bucaramanga. 
Fue autor del Libro Olímpico de Bucaramanga y los libros de poesías: Imágenes del Mundo, Antes de la canción, Los Cantos de la Angustia, Ángeles de Piedra, Los Himnos de la Sangre, Los Gritos Infinitos, Los Caminos y los Ríos, Triángulo Infinito, La Zarza de Horeb y Los Rastros de la Rosa. Falleció en Bogotá en 1990. Le sobreviven de un hijo Jaime Ortiz (nació en 1935) y un nieto Jaime Andrés Ortiz.